# 중원초등학교
중원초등학교는 대한민국 경기도 성남시에 있는 공립 초등학교이다.

## 학교 연혁
- 1971. 9. 1 개교(대원초교 8개 교실 차용)
- 1981. 3. 1 병설유치원 개원
- 1982. 3. 1 88학급 편성
- 1983. 3. 1 단남, 하원국민학교 신설로 학구분리
- 1991. 3. 1 대일국민학교 신설로 학구분리
- 1995. 8. 31 금상국민학교 신설로 학구분리
- 1997. 8. 30 급식소 개소
- 2000. 3. 1 경기도교육청지정 재량활동 시범학교 운영
- 2000. 8. 27 유치원 교실구조 변경 공사 완료
- 2001. 3. 30 학교 공원화 사업
- 2001. 8. 30 생태학습장 조성
- 2002. 6. 18 운동장 트랙 우레탄 조성 공사 완공
- 2002. 9. 14 상대원초등학교 신설로 학구분리
- 2003. 10. 31 성남교육청지정 초등영어교육 시범학교 운영보고회
- 2003. 12. 31 특기적성 우수학교 교육감 표창
- 2004. 12. 5 보건환경 우수학교 교육감 표창
- 2005. 4. 21 학교교육과정 우수학교 교육감 표창
- 2007. 5. 31 학교 숲 가꾸기
- 2008. 9. 1 제15대 이성기 교장선생님 취임
- 2008. 9. 25 학교평가 실시-우수교 선정
- 2009. 2. 9 제39회 졸업식(176명, 총17,790명 졸업)교원능력평가 하반기 도지정 선도학교 운영
- 2010. 9. 3 제16대 이기형 교장선생님 취임34학급 편성(특수 1학급 포함),유치원 2학급 편성
- 2012. 2. 15 31학급 편성제 41회 졸업식(졸업생 154명, 누계:18,133명)
- 2013. 2. 15 제42회 졸업식(졸업생 176명, 누계:18,309명)
- 2014. 2. 14 제43회 졸업식(졸업생 143명, 누계:18,452명)
- 2014. 3. 1 제17대 강영이 교장선생님 취임
- 2015. 2. 13 제44회 졸업식(졸업생 118명, 누계:18,570명)
- 2015. 3. 1 27학급 편성(특수학급 1학급 편성)

## 참고 자료
- 중원초등학교 - 한국교육학술정보원 학교알리미